# Tarfalatjåkka
Tarfalatjåkka (nordsamiska Dárfalčohkka) är en fjälltopp i Kebnekaisemassivet i Kiruna kommun, Norrbottens län. Tarfalatjåkkas topp har en höjd på 1909 meter över havet och ligger knappt två kilometer från Kaskasatjåkkas topp. Fjället ingår i bergryggen Tarfalatjårro som ligger öster om Tarfaladalen och väster om Tjevralahko. Alldeles nedanför Tarfalatjåkka ligger Darfalglaciären på fjällsluttningen. Drygt tre kilometer söder om fjället finner man Kekkonentoppen.
Höjdskillnaden från Tarfalatjåkkas topp ner till Tarfalasjön är 747 meter, och höjdskillnaden från Tarfalatjåkka ner till Kaskavagge (om man skulle dra en linje rakt norrut som drogs från toppen till dalens lägsta punkt) är 951 meter. Fjällets högsta punkt ligger 6,3 km från Kebnekaises sydtopp.